# 조 린치
조 린치(Joe Lynch, 1925년 7월 16일 ~ 2001년 8월 1일)는 아일랜드의 배우, 작곡가 겸 작사가, 텔레비전 배우이다.
맬로에서 태어났으며 알리칸테에서 사망하였다.

## 영화
- 메이헴 (2017년)
- 에벌리 (2014년)
- 마법의 제왕 (2013년)
- 칠러라마 (2011년)
- 손도끼 2 (2010년)
- 프로즌 (2010년)
- 제이슨이었던 이름의 남자: 13일의 금요일 30년 (2009년) - 본인 역
- 마이 코신스 키퍼 (2007년)
- 데드 캠프 2 (2007년)